# 茨城県道138号石岡つくば線
茨城県道138号石岡つくば線 （いばらきけんどう138ごう いしおかつくばせん）は、茨城県石岡市からかすみがうら市を経て、つくば市北条に至る一般県道である。

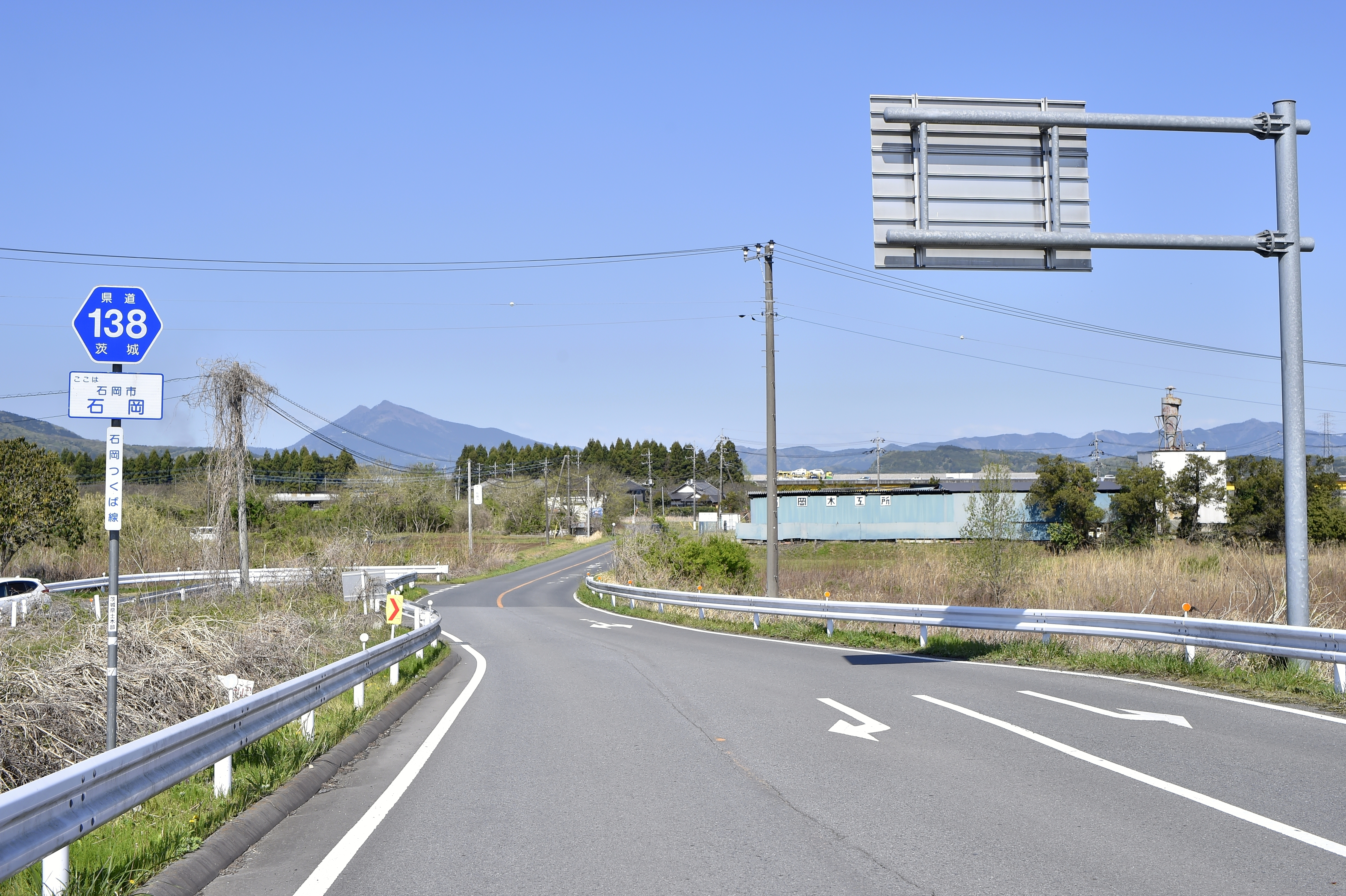
茨城県道138号石岡つくば線
石岡市石岡（2023年4月）

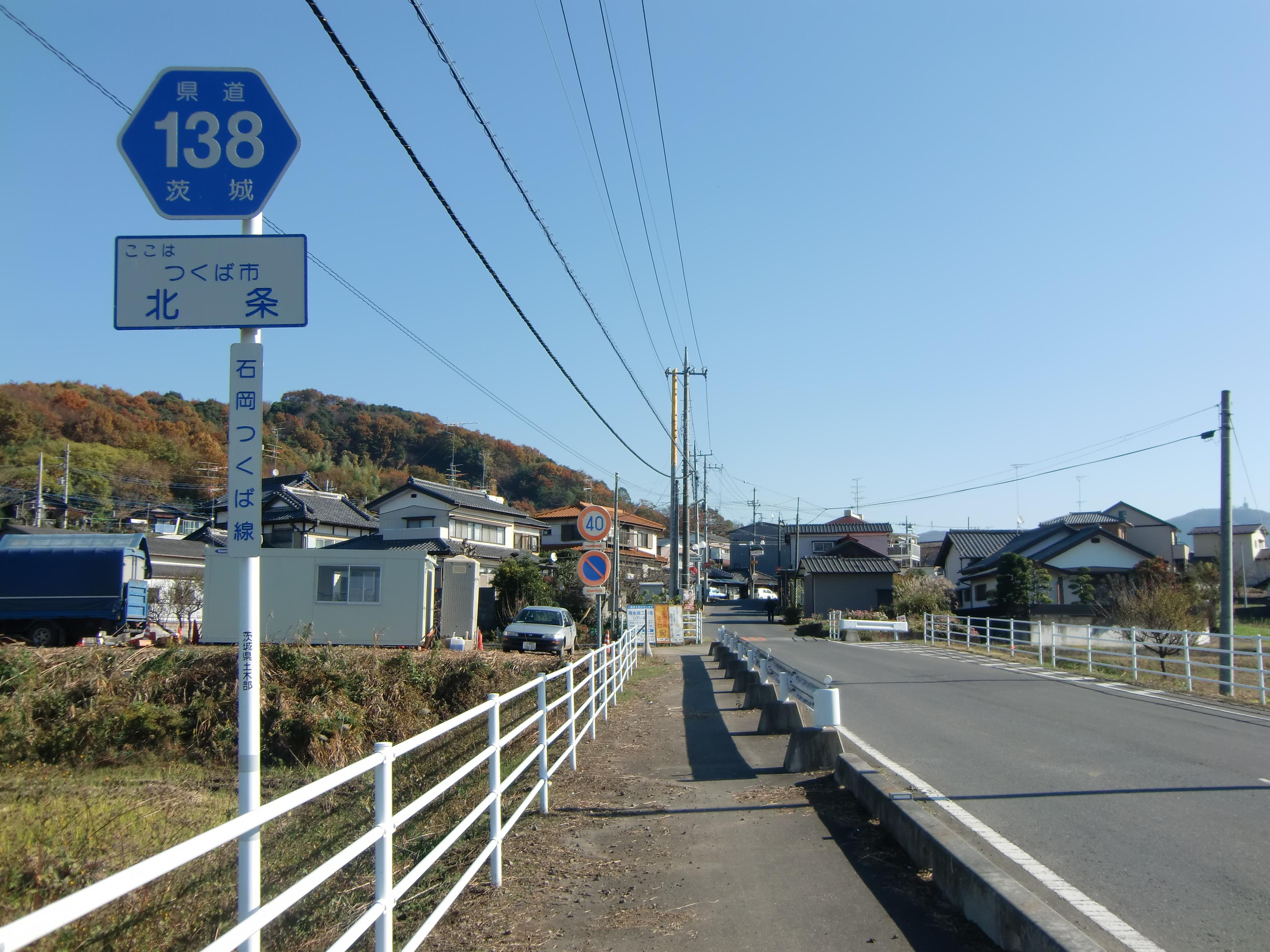
終点付近（つくば市北条）（2010年11月）

## 概要
石岡市東石岡1丁目の国道6号交点（山王台交差点）から石岡市国府の市街地を通り、同市八郷地区を経由して、つくば市筑波地区内町下交差点までを東西に結ぶ延長約27キロメートル (km) の路線である。起点付近の石岡市街地のルートは、JR常磐線石岡駅南側の踏切を渡り、石岡市国府の旧市街地を通過する複雑なルートをたどる。石岡つくば線バイパス開通により、石岡市街からバイパスまでの間は国道と重複する。石岡市辻からつくば市平沢までの筑波山地の峠道は、車両同士のすれ違いが難しいほど狭く、また両市境の不動峠は冬季には通行止めになることがよくある。

### 路線データ
- 起点：茨城県石岡市東石岡1丁目 （国道6号交点〈山王台交差点〉）
- 終点：茨城県つくば市北条5297-4 （国道125号交点〈内町下交差点〉）[注釈 1]
- 総延長：29.024 km[2]
- 重用延長：3.762 km[2]
- 未供用延長：なし[2]
- 実延長：25.262 km[2]
- 自動車交通不能区間延長[注釈 2]：なし[2]

## 歴史
1959年（昭和34年）10月14日、新たな県道として石岡市を起点とし、筑波郡筑波町を終点とする区間を本路線として茨城県が県道路線認定した。1995年（平成7年）に整理番号138に変更されて現在に至る。1990年（平成2年）より、当時新治郡八郷町の半田 - 月岡地区のバイパス整備が行われ、1999年（平成11年）4月に完成した。また、2017年（平成29年）7月には石岡市 - 土浦市を結ぶ朝日トンネルが編入されている。

### 年表
- 1920年（大正9年）4月1日：現在の路線の前身にあたる北条柿岡線が路線認定される。
- 1928年（昭和3年）3月1日：同じく小幡石岡線が路線認定される。
- 1959年（昭和34年）10月14日
  - 北条柿岡線（整理番号69，廃止）と小幡石岡線（整理番号146，廃止）が合わさり、県道石岡筑波線（図面対象番号104）として路線認定される[3]。
  - 道路の区域は、石岡市大字石岡の一級国道六号線分岐（旧国道6号、現在の国道355号の中町国分3丁目交差点）から筑波郡筑波町大字北条の二級国道佐原熊谷線（国道125号）交点までと決定された[4]。
- 1964年（昭和39年）7月3日：車両制限令第5条1項[注釈 3]に基づく指定区間を変更（路線対象番号104 石岡筑波線：月岡真壁線分岐点 - 佐原熊谷線交点→石岡笠間線分岐点 - 佐原熊谷線交点）[5]。
- 1969年（昭和44年）
  - 3月10日：新治郡千代田村大字中志筑 - 同郡八郷町大字半田の狭隘路（最小幅員3.6 m、延長470 m）を拡幅改良する区域に指定[6]。
  - 3月22日：石岡市大字石岡 - 新治郡千代田村大字下志筑の恋瀬川に架かる府中橋を架け替え供用開始[7]。
- 1971年（昭和46年）9月30日：筑波郡筑波町大字北条市街地を通る国道125号旧道の移管に伴い、同国道の旧道ルート（1.966 km）を編入して終点が現在の内町下交差点となる[1]。
- 1976年（昭和51年）12月27日：新治郡八郷町大字月岡 - 同町大字辻の旧道（2.61 km）から、道路改良バイパス（フルーツライン、2.787 km）に付替え供用開始[8]。
- 1977年（昭和52年）2月14日：起点が、石岡市大字石岡字中町（現・中町国府3丁目交差点）から同字箕輪（山王台交差点）に移る[9]。
- 1983年（昭和58年）5月12日：フルーツライン完成に伴う旧道移管のため、新治郡八郷町大字月岡（小桜郵便局前） - 同町大字辻の旧道（2.61 km）が八郷町道へ降格[10]。
- 1995年（平成7年）3月30日：路線名と整理番号が、石岡筑波線（整理番号163）から現在の石岡つくば線（整理番号138）に変更される。[11]
- 1999年（平成11年）4月27日：新治郡八郷町大字半田 - 月岡までのバイパス（1.525 km）が開通する[12]
- 2000年（平成12年）8月14日：上記バイパス開通を受けて、新治郡八郷町大字半田 - 月岡までの旧道が県道指定解除により町道降格する[13]。
- 2010年（平成22年）7月21日：石岡市石岡（府中橋） - かすみがうら市西野寺（国道6号）までの石岡つくば線バイパスの一部区間が部分供用開始[14][15]。
- 2012年（平成24年）1月17日：石岡市石岡の国道355号バイパス交点 - かすみがうら市西野寺の国道6号交点までの石岡つくば線バイパス（延長1.84 km）が全線開通[16][17]。
- 2013年（平成25年）1月31日：石岡市国府三丁目（国道355号・守横新道西金刀比羅神社前交差点） - 同市石岡字釜沼（府中橋）の旧道（1.782 km）が指定解除され、石岡市道へ降格[18]。
- 2016年（平成28年）1月21日：つくば市平沢 - 同市北条の現道（640 m）を2車線化拡幅改良する道路区域を指定[19][20]。
- 2017年（平成29年）6月1日：石岡市朝日（辻交差点） - 土浦市大志戸（朝日トンネル南交差点）の朝日トンネル区間（3.385 km）を編入[21]。

## 路線状況
道路法の規定に基づき、石岡市月岡（一般県道月岡真壁線交差） - 土浦市大志戸（朝日トンネル南交差点）間は、緊急輸送道路として機能を維持するため、災害発生時の被害拡大防止を目的に道路用地内に電柱を建てることが制限されている。

### バイパス

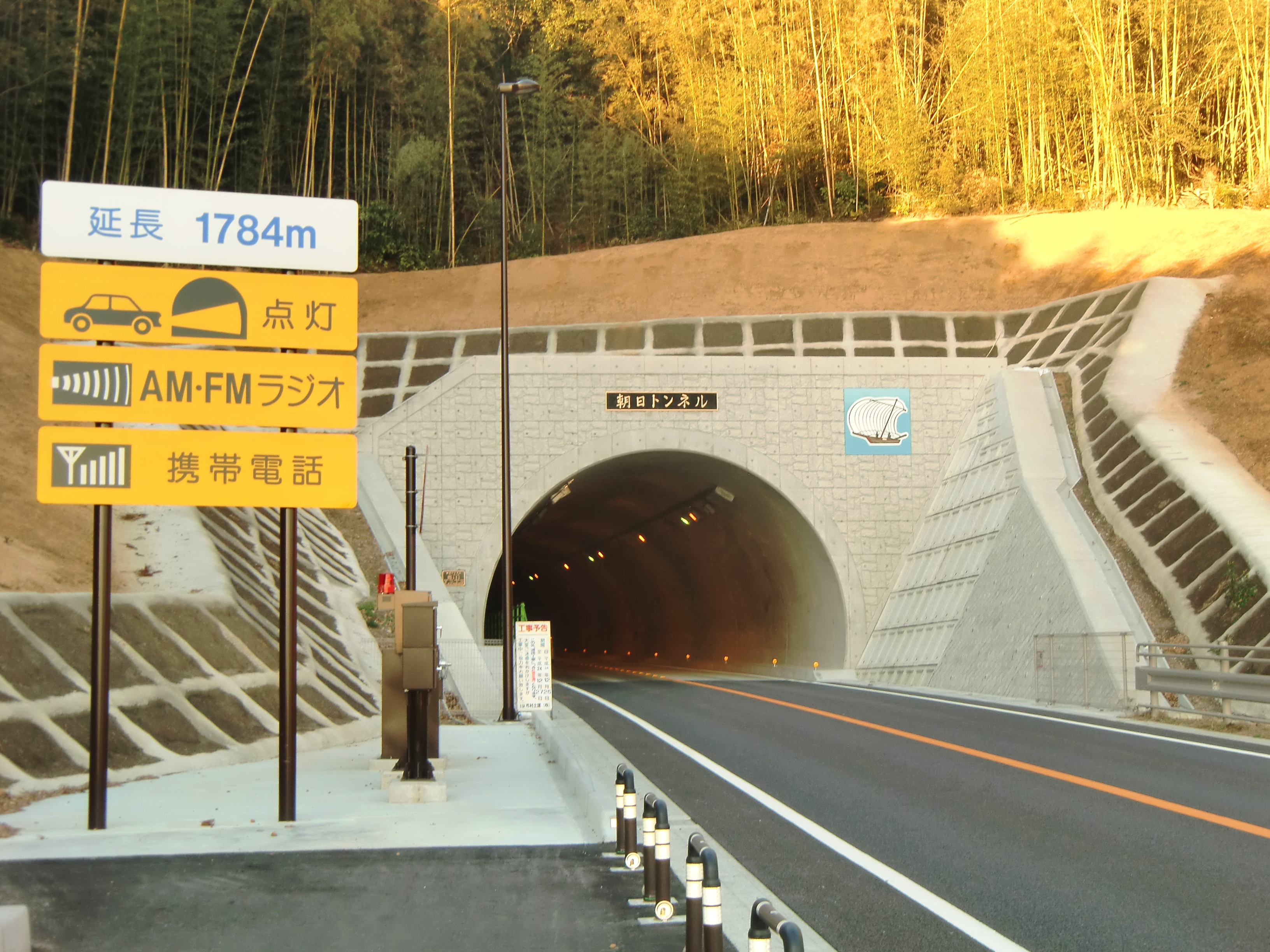
朝日トンネル（土浦市側出入口）

- 県道石岡つくば線バイパス（石岡市石岡 - かすみがうら市西野寺）
茨城県石岡市から同県かすみがうら市に至る、延長1.82 kmのバイパス。石岡市側は国道355号石岡バイパス（旧石岡有料道路）「府中橋北交差点」と、かすみがうら市側は国道6号「西野寺北交差点」と接続し、国道6号を経て常磐自動車道千代田石岡ICへアクセスする。現道とは府中橋を中心とした前後区間（延長0.14 km）で交差重複する。石岡市内の国道6号恋瀬橋付近の慢性的な渋滞解消を目的に、茨城県で平成7年度に事業化された。2車線、60 km/hで設計されている。まず、2010年（平成22年）7月21日に国道6号から県道石岡つくば線現道の府中橋までの優先整備区間（延長1.32 km）が供用開始された[14][15]。続いて2012年（平成24年）1月17日に府中橋から国道355号までの区間（延長0.38 km）が供用開始され全線開通した[16][17]
- 朝日トンネル（石岡市辻 - 土浦市大志戸）
茨城県石岡市辻（辻交差点）の現道分岐から土浦市大志戸（朝日トンネル南交差点）の茨城県道199号小野土浦線交点までの新道。筑波山塊の朝日峠越えのトンネル区間であり、広域道路「フルーツライン」をバイパスする道路でもある。朝日トンネルは、（仮称）八郷新治線として計画されて土浦・石岡両市から茨城県が事業を受託して2012年に貫通させた県内最長の道路トンネルで、2017年6月に県道石岡つくば線に編入された[21]。

### 別名
- フルーツライン
フルーツラインは、笠間市から土浦市を結ぶ広域道路で、このうち石岡市月岡から同市辻（辻交差点）までの約2.2 kmの区間が、本県道の一部を構成している。

### 重複区間
- 茨城県道64号土浦笠間線（石岡市 塚原交差点 - かすみがうら市 中志筑交差点）
- 国道355号現道（石岡市 石岡市守横新道西金刀比羅神社前交差点 - 国府7丁目交差点）
- 国道6号（石岡市 国府7丁目交差点 - かすみがうら市西野寺 西野寺北交差点）

### 道路施設
- 府中橋（恋瀬川、石岡市石岡）
- 朝日トンネル（朝日峠、石岡市柴内 - 土浦市小野）

## 地理

### 通過する自治体
- 茨城県
  - 石岡市 - かすみがうら市 - 石岡市 - つくば市

### 交差する道路

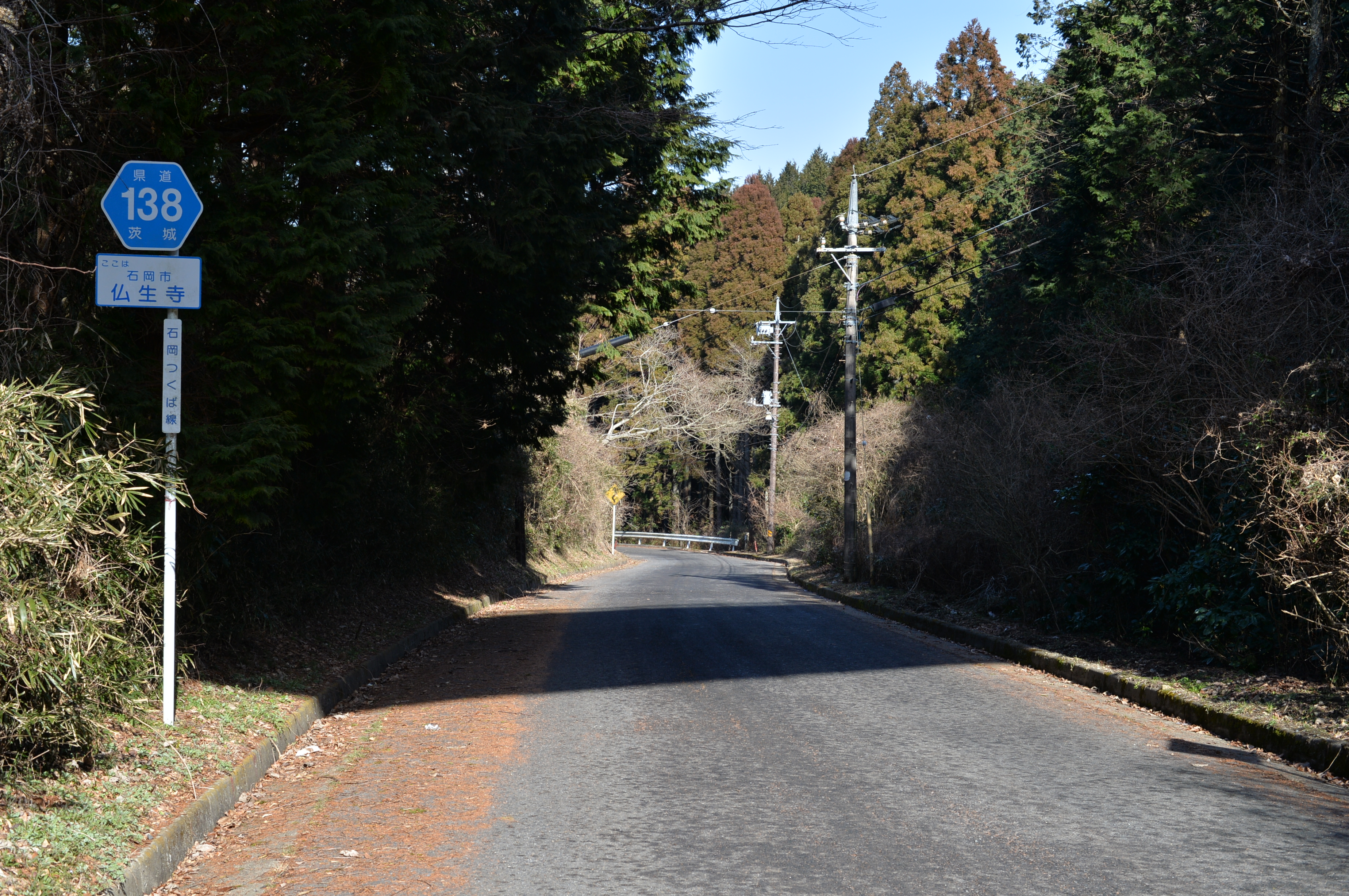
筑波山地にある不動峠のピークより、石岡市仏生寺方面に向かって、道は急坂で降りてゆく。不動峠の頭上には、県道筑波山公園永井線の不動橋が架かる。（2016年2月）

- 国道6号（かすみがうら市西野寺 西野寺北交差点）
- 国道355号（石岡市国府 国府三丁目交差点）
- 国道355号バイパス（石岡市国府） - 旧石岡有料道路
- 茨城県道64号土浦笠間線（重複）
- 茨城県道150号月岡真壁線（石岡市月岡）
- 茨城県道236号筑波公園永井線（表筑波スカイライン、つくば市・石岡市境 不動峠）
- 茨城県道139号筑波山公園線（つくば市北条 北条仲町交差点）
- 茨城県道19号取手つくば線（つくば市北条 北条交差点）
- 茨城県道213号長高野北条線（つくば市北条）
- 茨城県道14号筑西つくば線（つくば市北条 内町下交差点）
- 国道125号（つくば市北条 内町下交差点）

### 沿線
- 茨城県立石岡第一高等学校（石岡市石岡1丁目）
- JR石岡駅（石岡市国府1丁目）
- 不動峠（筑波山塊）
- 大池公園（つくば市北条）